# Uniwersalizm unitariański
Unitariański uniwersalizm – nazwa nurtu  religijnego charakteryzującego się „wolnym i odpowiedzialnym poszukiwaniem prawdy” oraz budowaniem duchowości poprzez odnoszenie się do treści różnych religii. We wspólnotach tego nurtu uczestniczą także ateiści oraz „osoby poszukujące”.
Wywodzi się od chrześcijańskiego liberalizmu, w szczególności unitarianizmu i chrześcijańskiego uniwersalizmu.